# Max Peezay
Max Peezay (født Tom Henrik Piha den 27. Januar 1980) er en svensk/finsk hiphop- og grime-musiker, medlem af gruppen Fjärde Världen.
Hvis man går og tror, at musikmutationen grime er forbeholdt de London'ske klubber har man ikke mødt Max Peezay fra Stockholm. Udover at være en del af en af Sveriges førende hiphopgrupper, Fjärde Världen (under navnet Tom Piha), har Peezay nemlig også fået smag for de mørke og afskallede lydbilleder, de tunge basgange og de ærlige samtidsrefleksioner, der er nogle af den potente grime-scenes mest markante særtræk.
Max Peezay er nok bedre kendt under navnet Tom Piha, som er det navn rapperen bruger, når han er en del af den førende svenske hiphopgruppe Fjärde Världen, der senest udgav albummet Gatumusikanterna i 2004.
Siden da har han dog fået smag for en blanding af hiphop, jungle, UK garage og ragga. Som kendes under signaturen grime. Det førte i 2005 til albummet Discokommitten, der måske nok var leveret på det svenske modersmål, men hvis ekko også kunne høres i London, hvor pionergruppen Roll Deep Crew ikke var sene til at kaste håndtegn efter Sveriges svar på Dizzee Rascal.
Max Peezay udgav sin seneste musikvideo på fildelingssiden The Pirate Bay.

## Diskografi

### Albums
- 2005: Discokommitten
- 2009: Boven I Dramat